# クロタール2世 (フランク王)

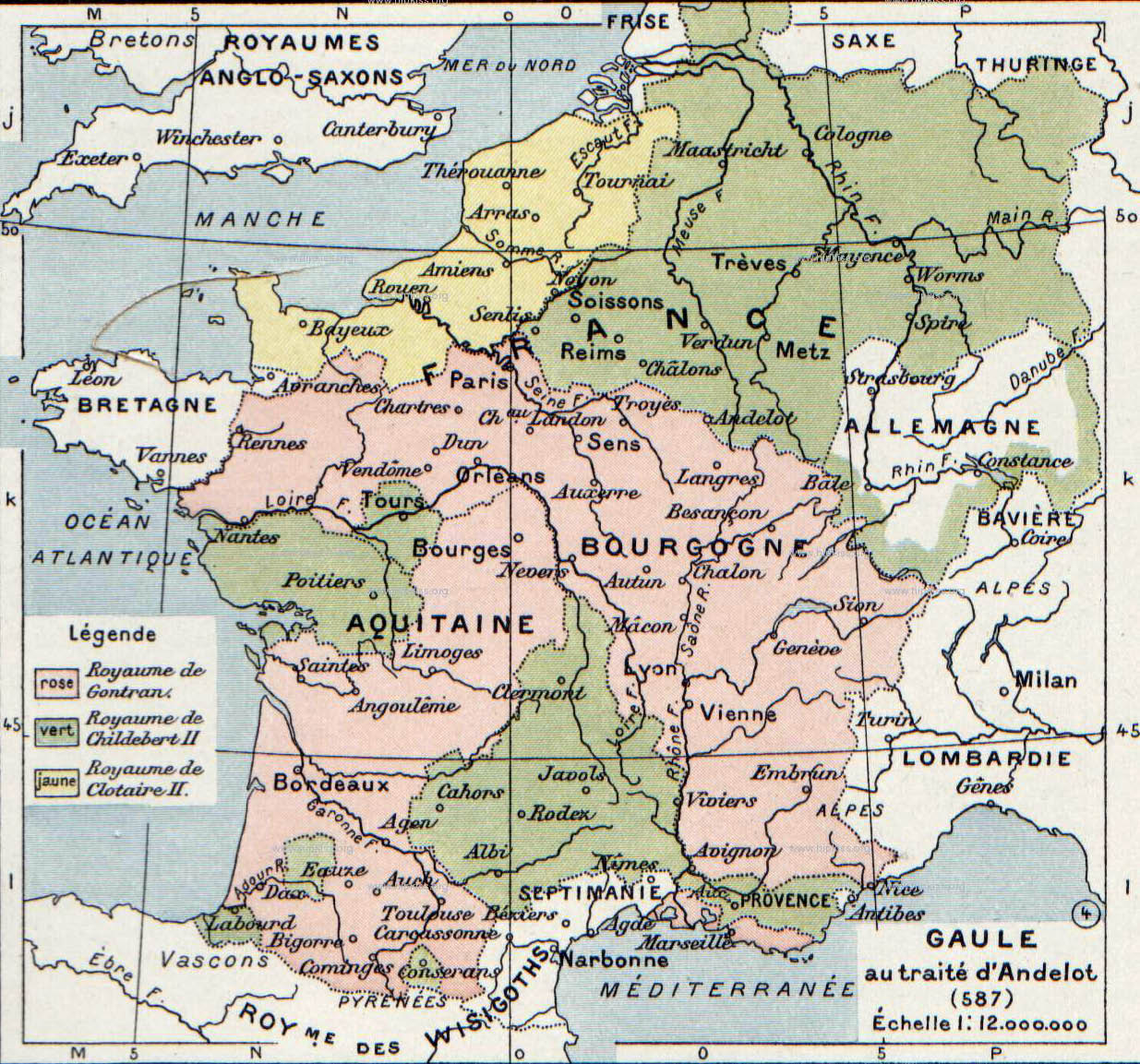
587年当時のガリア地方の地図。
黄色はクロタール2世の当初の領地。613年には地図の着色された部分を全て引き継いだか、征服した。

クロタール2世（クロタール2せい、Chlothar II, 584年 - 629年10月18日）は、メロヴィング朝の3代目統一王（在位：613年 - 629年）。キルペリク1世の八男で末子（フレデグンドの子としては五男で末子）。

## 生涯
584年に彼の父であるネウストリアの王キルペリク1世が死去し、ネウストリア王位を継承したが、彼は生後4ヶ月であったため、597年まで彼の母であるフレデグンドが摂政をしていた。また、伯父ブルグント王グントラムが後見人となっていた。
599年、いとこのアウストラシア王のテウデベルト2世、ブルグント王国のテウデリク2世と戦った。テウデリク2世とは度々戦ったが、613年テウデリクは死去している。ブルグントはテウデリクの息子シギベルト2世が継承したが、シギベルドの曽祖母であるブルンヒルドが支配していた。
613年にブルンヒルドとの戦いに勝利し、フランク王国を統一。パリへ遷都。ブルンヒルドは捕らえられ処刑された。
614年10月18日にパリ勅令を発布。各分王国の貴族の要求を受け入れる形で、宮宰へ権限を委任。また教会へ裁判特権を与えた。
623年にアウストラシア貴族からの要請を受け入れ、息子ダゴベルト1世をアウストラシア王とした。また、ピピン1世をアウストラシアの宮宰に任命したが、アウストラシア王国の実権を握っていたピピン1世およびメッス司教アルヌルフはダゴベルト1世を操ることで権力の維持をはかったとされる。
629年、クロタール2世は死去し、ダゴベルト1世がアウストラシアに加え、ネウストリア・ブルグント王位も継承し王国は統一された。また、ダゴベルト1世は異母弟カリベルト2世をアキタニア王とした。

## 子女
- メロヴェク
- ダゴベルト1世（603年頃 - 638年） - アウストラシア王（在位：623年 - 638年）、ネウストリア・ブルグント王（在位：629年 - 638年）、アキテーヌ王（632年）
- カリベルト2世（? - 632年） - アキタニア王（在位：629年 - 632年）